# Basilique Notre-Dame-de-l'Assomption de Cortenbosch
Cette  basilique n’est pas la seule basilique Notre-Dame-de-l'Assomption.
La basilique Notre-Dame-de-l'Assomption de Cortenbosch (en néerlandais : Basiliek Onze-Lieve-Vrouw-Hemelvaart van Kortenbos) est un lieu de culte catholique situé dans la commune de Saint-Trond et la province de Limbourg, en Belgique. Cette basilique mineure dédiée à l'Assomption de Marie est un lieu de pèlerinage du diocèse de Hasselt. Elle est dirigée par l'abbaye d'Averbode.

## Historique
L'église est conçue par Nicolaas Rey dans un style baroque. Sa grande nef est construite de 1611 à 1648, suivie du transept et de la tour de 1655 à 1665. La façade principale et le portail d'entrée sont achevés de 1698 à 1725, en même temps que la flèche et les tourelles d'angle. Les portails latéraux sont fabriqués en 1925.
En 1936, le pape Pie XI élève l'église au rang de basilique mineure. La basilique est rénovée dans les années 1990.
L'édifice est monument classé depuis 1973 et fait partie du patrimoine architectural depuis 2014.

## Architecture
Cette basilique à nef unique est construit en brique dans la forme d'une croix. La nef principale possède quatre travées, le transept deux travées et le chœur une seule travée. Le portail occidental est flanqué de deux chapelles latérales. Le clocher se trouve sur le côté est, tout comme la sacristie. Les étroites fenêtres arquées donnent une apparence verticale à l'édifice. Le maître-autel est conçu par Pieter Scheenaekers. Il est orné d'images La Mère de Dieu avec saint Nortbert et saint Augustin, Saint Nortbert avec la Mère de Dieu. Douze autres peintures de l'autel montrent des saints prémontrés. La statue Notre-Dame de Kortenbos est faite en terre cuite. L'église comporte 18 images votives.

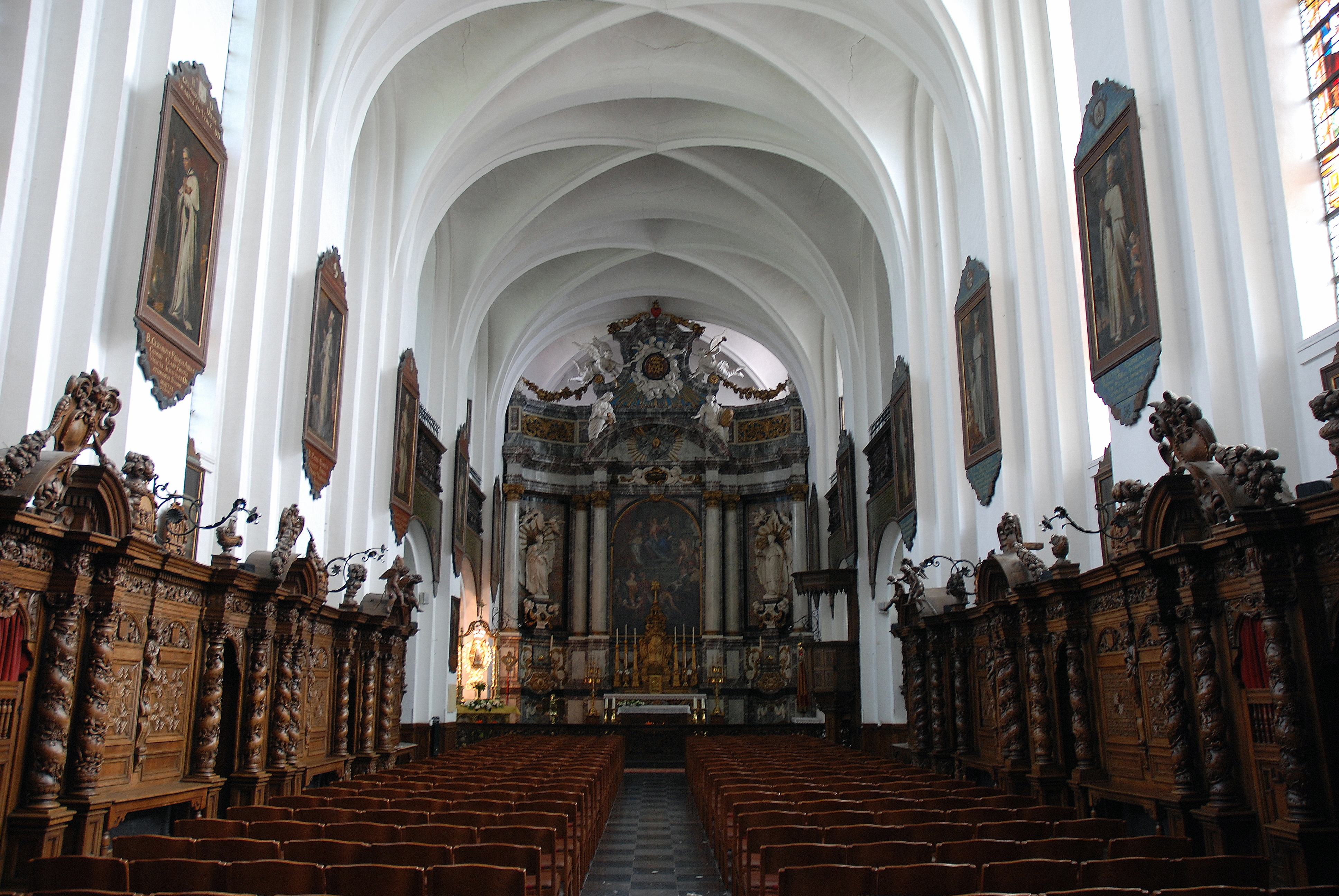
L'intérieur de la basilique.
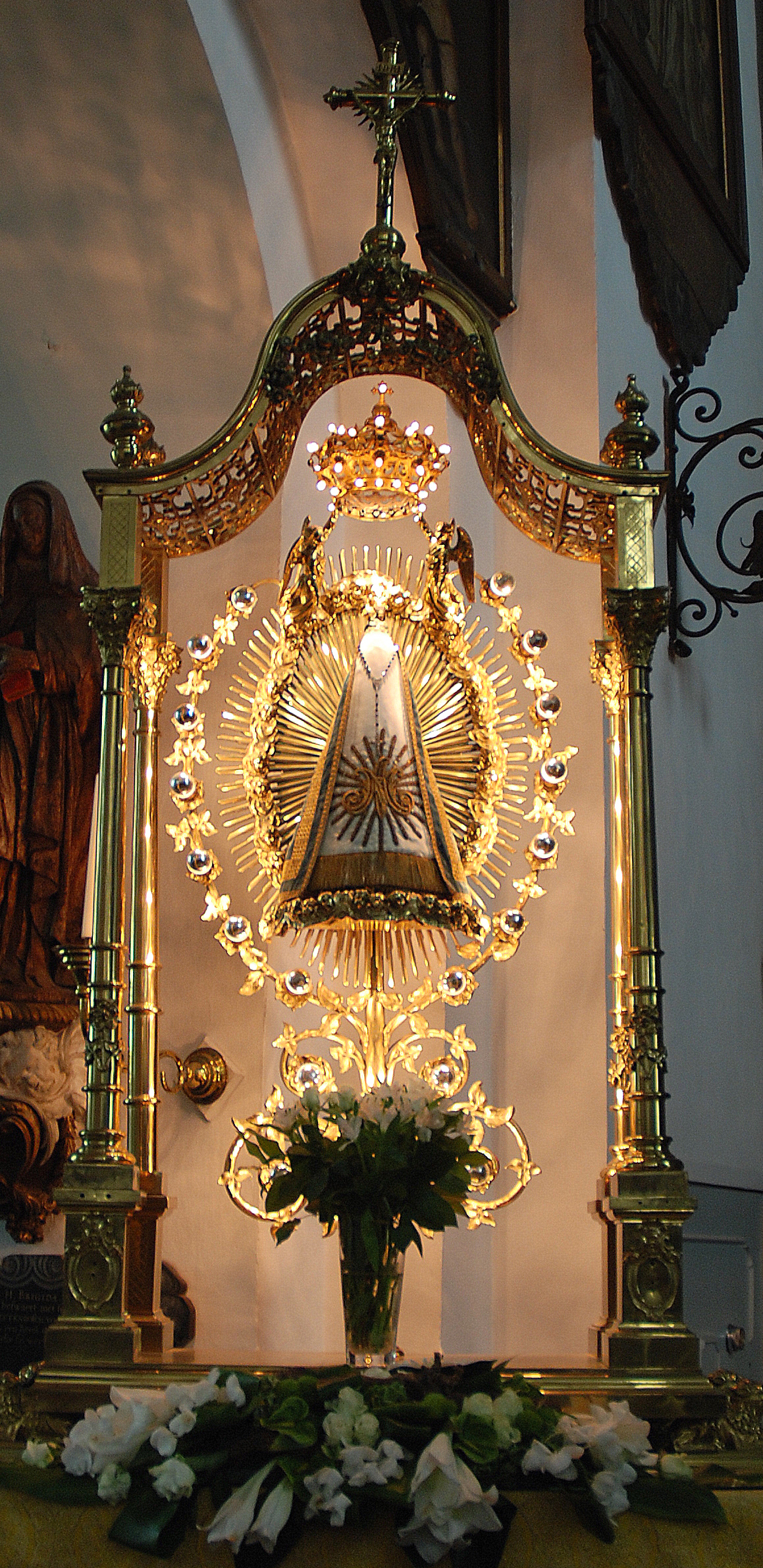
Notre-Dame de Cortenbosch à la réputation de préserver des maladies.